# 1540年皇后法令
《1540年皇后法令》（英語：Queen Consort Act 1540；32 Hen 8 c 51）是英格蘭國會的一項法令。
整部法令當時尚未廢除的條文已由《1969年成文法（廢除）法令》第1條及附表第III部廢除。